# Querelle uit Brest
Querelle uit Brest (Frans: Querelle de Brest) is een roman van de Franse schrijver Jean Genet. Het boek werd in 1947 geschreven en voor het eerst uitgegeven in 1953. Het verhaal speelt zich af in de havenstad Brest waar zeilers en de zee worden geassocieerd met moord. Het centrale personage is Georges Querelle.
De roman vormde de basis van Rainer Werner Fassbinders laatste film, Querelle uit 1982.